# Jeinny Lizarazo
Jeinny Rodriguez (sinh ngày 13 tháng 1 năm 1988) là một nữ diễn viên, người dẫn chương trình truyền hình và người mẫu người Venezuela. Cô thường xuyên xuất hiện trong các tiểu thuyết truyền hình tiếng Tây Ban Nha tại Hoa Kỳ và các chương trình khác trên các mạng Telemundo, Fox Deportes và Univision.

## Đầu đời
Lizarazo được sinh ra ở Caracas, Venezuela. Cô bắt đầu diễn xuất và nhảy khi còn nhỏ, ra mắt âm nhạc ở trường năm 7 tuổi, đóng vai Trinh Nữ Maria.

## Nghề nghiệp
Lizarazo được phát hiện ở Miami Beach bởi một nhà sản xuất TV đã mời cô tham gia một cuộc thi trên chương trình mạng Telemundo nổi tiếng Descontrol. Cô đã chiến thắng và được chọn làm người đồng tổ chức chương trình ca nhạc khiêu vũ hàng tuần.
Lizarazo đã xuất hiện trong nhiều tiểu thuyết khác nhau kể từ năm 2010, đáng chú ý là Perro Amor của mạng Telemundo, ¿Dónde Está Elisa?, Alguien te mira và La Casa de al Lado; và Venevision - Univision hợp tác sản xuất, El Talisman. Cô thường là người đồng tổ chức, người dẫn chương trình và nữ diễn viên truyện tranh trong các chương trình truyền hình và chương trình trò chuyện, bao gồm Nitido, El Gordo y la Flaca và Este Noche Tu Night con Felipe Viel.
Ngoài việc làm người mẫu, Lizarazo còn học tại Đại học Báo chí - Nghiên cứu truyền thông (Radio và TV), bao gồm kỹ thuật diễn xuất Meisner dưới sự chỉ đạo của diễn viên Sebastián Ligarde. Cô cũng học theo nữ diễn viên được đề cử giải Oscar, Adriana Barraza.
Vào tháng 3 năm 2014, Lizarazo bắt đầu xuất hiện với tư cách phóng viên Miami trong chương trình thể thao truyền hình Tây Ban Nha El Chireduito de Jugones.
Jeinny Lizarazo đã báo cáo tin tức về Real Madrid cho ESPN Deportes 1210 kể từ năm 2014, rất nhiều lần. Hiện cô đang là người dẫn chương trình truyền hình có tên El Pelotazo và là nhân vật truyền thông xã hội trong thế giới bóng đá